# 严恭
严恭（1914年1月19日—2010年7月4日），原名陈宝润，男，江苏南京人，中国导演、编剧。

## 生平

### 早年经历
严恭原名陈宝润，1914年1月19日出生于江苏省金陵道江宁县秦淮河畔大党家巷（今属江苏省南京市秦淮区）的一个商人之家，其父亲曾经营古玩生意。1920年，在南京大四福巷读私塾一年。陈家距离南京夫子庙非常近，在陈宝润幼时，夫子庙附近集中各式各样的艺术表演，不仅有马戏团、杂技团、说相声的、卖膏药的等民间艺术，夫子庙茶歌厅里还播出各种文明戏。陈宝润也就在夫子庙接受了最初的艺术启蒙，他不仅醉心于民间戏曲和曲艺，对文明戏和电影也很喜欢。1928年，陈父生意败落，十三岁的陈宝润被送到三姑夫家的米店当学徒三年。

### 投身话剧
1931年，陈宝润到南京电报局当递报生，结识瞿白音。1933年，在国防设计委员会农业处任临时统计员，加入由瞿白音等人组织的大众剧社，开始接触进度戏剧，曾参与《五奎桥》等戏剧的演出。1934年，加入中国左翼戏剧家联盟南京分盟的公开组织“磨风艺社”，开始接触到马列主义，并在《扶轮日报》任编辑，曾参加《香稻米》、《江村小景》、《父归》、《放下你的鞭子》、《回春之曲》、《乱钟》等话剧的演出，并担任话剧《娜拉》的剧务和道具。《娜拉》的演出在南京轰动一时，磨风艺社因此被国民政府禁演，很多剧社成员被宪兵队抓走，陈宝润逃到镇江才得以幸免，不过也因此失业。1935年10月，经中国共产党党组织派遣，以化名“严恭”进入南京国立戏剧专科学校表演系第一期学习。至1936年，严恭在学校接受了系统性的戏剧教育。
1936年6月，严恭按组织要求离校参加中共地下党领导的上海业余剧人协会。1937年4月，协会改组为业余实验剧团。在该剧团期间，严恭曾饰演《罗密欧与朱丽叶》中的巴里斯，《武则天》中的武承嗣，《太平天国》中的韦昌辉等角色。同时，严恭开始尝试戏剧创作，完成了反帝反封建的独幕剧《开演之前》。
1937年7月，抗日战争全面爆发，严恭后随实验剧团离开南京前往上海。淞沪会战爆发后，上海戏剧工作者、进步学生等200余人于8月16日举行戏剧界救亡大会，组建13支救亡演剧队，严恭被任命为第三演剧队队长，率队沿着宁沪线北上，在剧院之外进行抗日救亡演剧。1938年2月，到汉冶萍矿区，与瞿白音等人合编《齐心协力打东洋》，并受中共党组织委托照顾孩子剧团。1938年3月，被中共党组织派到河南省鸡公山，在第五战区抗敌青年军团艺术大队任教官。1938年5月，时任青年军团艺术大队战地演出队总指导员的严恭带队赴徐州、台儿庄前线慰问演出宣传。
1938年4月1日，国民政府军事委员会成立了政治部第三厅，原上海救亡演剧队被统一收编；8月，由原上海救亡演剧队第三、四两队部分人员于武汉组成直属国民政府军事委员会政治部的抗敌演剧队第二队，严恭任队委、演出组长、舞台总监、演员、导演等职，曾编导《挖公路》、《闹元宵》等话剧；11月，参加长沙大火后的善后工作。1940年5月，严恭到广西桂林参加演剧队机关刊物《戏剧春秋》工作，10月到广西省立艺术馆戏剧部任艺术指导和演员。
1941年5月，严恭与蓝馥馨结婚。6月参与创建新中国剧社，曾任剧社理事、艺委会主任、演出部部长、舞台总监、演员、编剧、导演等职，在其后的六年间，随剧社辗转湖南、广西、贵州、云南、江苏、上海、台湾等七省市演出。期间，严恭独立执导过《风波亭》、《军事列车》等话剧，编导独幕剧《开演之前》和活报剧《不是戏》、《突击》等，与汪巩合著多场话剧《怒吼吧！桂林》，并曾在《海国英雄》、《大雷雨》等剧中担任主演。1947年随赴台文化团体到台北演出期间，曾主演《海国英雄》、《日出》等剧。

### 电影事业
1947年，严恭随剧团返回上海。9月，严恭进入上海启明影片公司工作，任电影《鸡鸣早看天》副导演。1948年，到昆仑影业公司任导演，与赵明共同执导由漫画《三毛流浪记》改编的同名电影，于1949年中秋节上映。1949年9月，调入中央电影事业管理局艺术委员会任导演。1950年，参与筹办中央电影局表演艺术研究所，任主讲教师。1952年2月，到河北省定县专区深入生活，任博野县三区副区长。1953年，调入东北电影制片厂。1955年1月，严恭加入中国共产党。1955年，严恭执导的电影《祖国的花朵》上映。1955年11月，经中国文化部批准，严恭发起成立“儿童影片创作小组”，并担任组长。。从1949年至文化大革命前的1965年，先后担任电影《卫国保家》、《结婚》、《祖国的花朵》、《罗小林的决心》、《青春的脚步》、《并肩前进》、《帅旗飘飘》、《朝霞》、《炉火正红》、《满意不满意》，与纪录片《时间的主人》、《贫下中农红旗飘》的导演，并曾担任电影《哥哥和妹妹》与《满意不满意》的编剧。
1969年，严恭与家人落户到吉林省扶余县腰窝铺村。1972年，严恭重返长影，恢复导演工作，其后严恭在长影曾执导的电影仅《钢铁巨人》上映，并曾担任电影《山村新人》和《追报表》的顾问。1978年，严恭曾与陈鲤庭合作导演《大风歌》，但到1980年该片因故停止拍摄。1982年，严恭调到南京电影制片厂，任艺术顾问兼导演，并任江苏省电影家协会顾问、政协江苏省第五届委员会委员。其后，曾导演电影《月到中秋》，并曾任电视剧《秋白之死》的艺术顾问。1985年12月离休，享受副厅级待遇。离休后曾担任电视剧《柔石与鲁迅》艺术顾问、《满江红》总导演，电影《逢凶化吉》导演。
此外，严恭曾任中国戏剧家协会第一、二届理事会理事，中国电影家协会第二届理事会理事及中国电影家协会名誉理事等职。
2007年，严恭自传《像诗一样真实：严恭自传》作为《中国电影家传记丛书》首批图书之一由中国电影出版社出版。晚年，严恭曾在江苏省钟山干部疗养院疗养。2010年7月4日5时25分，严恭因病在南京去世。

## 影视作品

### 电影
| 上映时间      | 创作时间    | 电影名称     | 出品方         | 严恭职务   | 备注                                 | 信息来源    |
| ------------- | ----------- | ------------ | -------------- | ---------- | ------------------------------------ | ----------- |
| 1948年        | 1947年      | 鸡鸣早看天   | 启明影片公司   | 副导演     |                                      | [ 2 ]       |
| 1949年10月6日 | 1948年      | 三毛流浪记   | 昆仑影业公司   | 导演       | 与赵明共同执导                       | [ 2 ]       |
| 1950年        | 1950年      | 卫国保家     | 东北电影制片厂 | 导演       |                                      | [ 2 ]       |
| 1954年1月     | 1951-1954年 | 结婚         | 东北电影制片厂 | 导演       |                                      | [ 2 ]       |
| 1955年        | 1954-1955年 | 祖国的花朵   | 长春电影制片厂 | 导演       |                                      | [ 2 ] [ 7 ] |
| 1955年12月    | 1955年      | 罗小林的决心 | 长春电影制片厂 | 导演       |                                      | [ 2 ]       |
| 1956年        | 1956年      | 哥哥和妹妹   | 长春电影制片厂 | 编剧       | 改编自任大星小说《吕小钢和他的妹妹》 | [ 2 ]       |
| 1957年        | 1957年      | 青春的脚步   | 长春电影制片厂 | 导演       | 与苏里联合执导                       | [ 7 ]       |
| 1958年9月     | 1958年      | 并肩前进     | 长春电影制片厂 | 导演       |                                      | [ 2 ]       |
| 1958年12月    | 1958年      | 帅旗飘飘     | 长春电影制片厂 | 导演       |                                      | [ 2 ]       |
| 1959年12月    | 1959年      | 朝霞         | 长春电影制片厂 | 导演       | 中国第一部彩色儿童故事片             | [ 2 ]       |
| 1962年        | 1960-1962年 | 炉火正红     | 长春电影制片厂 | 导演       |                                      | [ 2 ]       |
| 1964年6月     | 1963-1964年 | 满意不满意   | 长春电影制片厂 | 导演、编剧 | 与费克、张幻尔联合编剧               | [ 2 ]       |
| 1976年1月1日  | 1974年      | 钢铁巨人     | 长春电影制片厂 | 导演       |                                      | [ 2 ]       |
| 1976年        | 1975年      | 山村新人     | 长春电影制片厂 | 顾问       |                                      | [ 2 ]       |
| 1977年        | 1975-1977年 | 追报表       | 长春电影制片厂 | 顾问       |                                      | [ 2 ]       |
| 1983年        | 1982-1983年 | 月到中秋     | 南京电影制片厂 | 导演       |                                      | [ 2 ]       |
| 1989年        | 1988年      | 逢凶化吉     | 广西电影制片厂 | 导演       |                                      | [ 2 ]       |

### 纪录片
| 上映时间   | 创作时间 | 电影名称       | 出品方         | 严恭职务 | 备注                                                 | 信息来源     |
| ---------- | -------- | -------------- | -------------- | -------- | ---------------------------------------------------- | ------------ |
| 1958年     | 1958年   | 时间的主人     |                | 导演     | 新闻纪录片，与雷铿联合执导，内容为全国劳动模范苏广铭 | [ 2 ] [ 11 ] |
| 1965年12月 | 1965年   | 贫下中农红旗飘 | 长春电影制片厂 | 导演     | 纪录片，内容为辽宁省贫下中农代表会议                 | [ 2 ]        |

### 电视剧
| 上映时间 | 创作时间    | 电影名称   | 出品方                         | 严恭职务 | 备注                 | 信息来源 |
| -------- | ----------- | ---------- | ------------------------------ | -------- | -------------------- | -------- |
| 1987年   | 1984年      | 秋白之死   | 江苏电视台                     | 艺术顾问 |                      | [ 2 ]    |
|          | 1986-1987年 | 鲁迅与柔石 |                                | 艺术顾问 |                      | [ 2 ]    |
| 1992年   | 1991年      | 满江红     | 浙江电视台、浙江电视剧制作中心 | 总导演   | 于中国中央电视台首播 | [ 2 ]    |

## 荣誉

### 作品奖项
| 作品                     | 担任职务 | 作品所获奖项                                                                                    | 备注           | 信息来源            |
| ------------------------ | -------- | ----------------------------------------------------------------------------------------------- | -------------- | ------------------- |
| 1949年电影《三毛流浪记》 | 导演     | 1983年葡萄牙第12届菲格拉达福兹国际电影节评委奖； 1984年意大利第14届索福尼国际青少年电影节荣誉奖 | 和赵明联合导演 | [ 2 ]               |
| 1955年电影《祖国的花朵》 | 导演     | 1980年获得“1954-1979年全国第二届少年儿童文艺创作评奖”一等奖                                     |                | [ 2 ]               |
| 1984年电视剧《秋白之死》 | 艺术顾问 | 1988年获得“第八届全国优秀电视剧飞天奖”单剧本一等奖； 1988年获得“第六届大众电视金鹰奖”特别奖     |                | [ 2 ] [ 12 ] [ 13 ] |

### 个人荣誉
1994年2月，获得中国电影导演协会第一批荣誉会员奖。